# Kepulauan Salabangka
Kepulauan Salabangka är öar i Indonesien.   De ligger i provinsen Sulawesi Tengah, i den centrala delen av landet, 1 800 km öster om huvudstaden Jakarta.